# Graminaseius nonfraterculus
Graminaseius nonfraterculus är en spindeldjursart som först beskrevs av Schicha 1987.  Graminaseius nonfraterculus ingår i släktet Graminaseius och familjen Phytoseiidae. Inga underarter finns listade i Catalogue of Life.